# 岩崎由純
岩﨑 由純（いわさき よしずみ、1959年10月10日 - ）は、アスレティックトレーナー。ペップトークマスター。山口県周東町出身。ニックネームはハッピー。NECレッドロケッツ所属。

## 人物
V.LEAGUE所属のNECレッドロケッツに長年携わっている。日本代表に尽力していたときもあった。別のチームに所属していた斎藤真由美は、さまざまな言葉で元気をもらい、違うチームの選手にも平等に治療をしていたと話している。

## 資格
- 全米アスレティックトレーナーズ協会 公認アスレティックトレーナー
- 日本スポーツ協会 公認アスレティックトレーナー

## 学歴
- 山口県立高森高等学校 卒業
- 日本体育大学 体育学部体育学科 卒業
- アメリカ・シラキューズ大学大学院 体育学専攻科（アスレティック・トレーニング） 修士課程

## 経歴
- スポーツ・フェスティバル（コロラド・スプリングス）（1983年）
- 1984年ロサンゼルスオリンピック（メーカー派遣）（1984年）
- オリンピック・センター（コロラド・スプリングス）（1984 - 1985年）
- フィラデルフィア・イーグルス夏合宿参加（1985年夏）
- 全日本ジュニア・バレーボールチーム帯同トレーナー（1989 - 1990年）
- 1992年バルセロナオリンピック バレーボール日本女子代表 帯同トレーナー（1991 - 1992年）
- NECバレーボール部 アスレティック・トレーナー（1986年 -2009年）
- NECバレーボール部 メディカルアドバイザー (2009年-2011年)
- NECバレーボール部 コンディショニングアドバイザー (2012年-現在)

## 役職
- 日本コアコンディショニング協会 会長
- 日本オリンピック委員会 元強化スタッフ
- 日本ペップトーク普及協会　代表理事
- トレーナーズスクエア株式会社 代表取締役社長
- 日本アスレティック・トレーナーズ機構 副会長

## 著書・ビデオ
- 想いが伝わるペップトーク（いまじにあ出版）2012年8月
- やる気をなくす悪魔の言葉VSやる気を起こす魔法の言葉（中央経済社）2012年6月
- 心に響くコミュニケーション『ペップトーク』（中央経済社）2010年11月
- 子どものココロを育てるコミュニケーション術（東邦出版）2010年10月
- コア・コンディショニングとコアセラピー（講談社）
- 新版トレーナーズ・バイブル（医道の日本社）
- ナショナルチームドクター・トレーナーが書いた種目別スポーツ障害の診療（南江堂）
- すぐに役立つテーピングテクニック（ナツメ社）
- ひとりでも簡単にできるテーピング（成美堂出版）
- スポーツ留学 in USA（三修社）
- ウエイト・トレーニング・ビデオシリーズ（丸善）
- バレーボール・コンディショニング・エレメンツ（ジャパンライム）